# Czarny karzeł (powieść)
Czarny karzeł (ang. The Black Dwarf) – powieść historyczna Waltera Scotta z 1816 roku.

## Okoliczności powstania
W 1797 roku Walter Scott wybrał się ze swym bratem Johnem i przyjacielem Adamem Fergusonem na konną wycieczkę po hrabstwie Tweeddale. W trakcie tej wycieczki odwiedzili niejakiego Davida Ritchie, karła, sławnego w okolicy z posługiwania się czarną magią. Wizyta w zapuszczonym domostwie pod rozdartym piorunem, potężnym dębem i spotkanie z mającym hipnotyczny wpływ na gości karłem, wywarła na tyle silne wrażenie na pisarzu, że po dziewiętnastu latach powrócił do tej wizyty pisząc Czarnego karła.
Pragnąc zachować anonimowość Walter Scott wymyślił dla tej powieści nowy kamuflażː historię miał opowiedzieć fikcyjny narrator, Jedediah Cleishbotham, a autor nadał rozpoczętemu w ten sposób nowemu cyklowi tytuł Opowieści mojego gospodarza. Zacierając wszelkie związki cyklu z autorem Waverleya, nie oddał tej powieści do druku Archibaldowi Constable'owi, lecz Williamowi Blackwoodowi, edynburskiemu przedstawicielowi londyńskiej firmy wydawniczej John Murray. Przy okazji autor nakłonił wydawcę do przyjęcia za 500 funtów książek z magazynu jego przyjaciela Ballantyne'a, których nie chciał już rozprowadzać dotychczasowy wydawca. W zamian Scott zobowiązał się dostarczyć do końca roku rękopis jeszcze jednej powieści.

## Czas i miejsce akcji

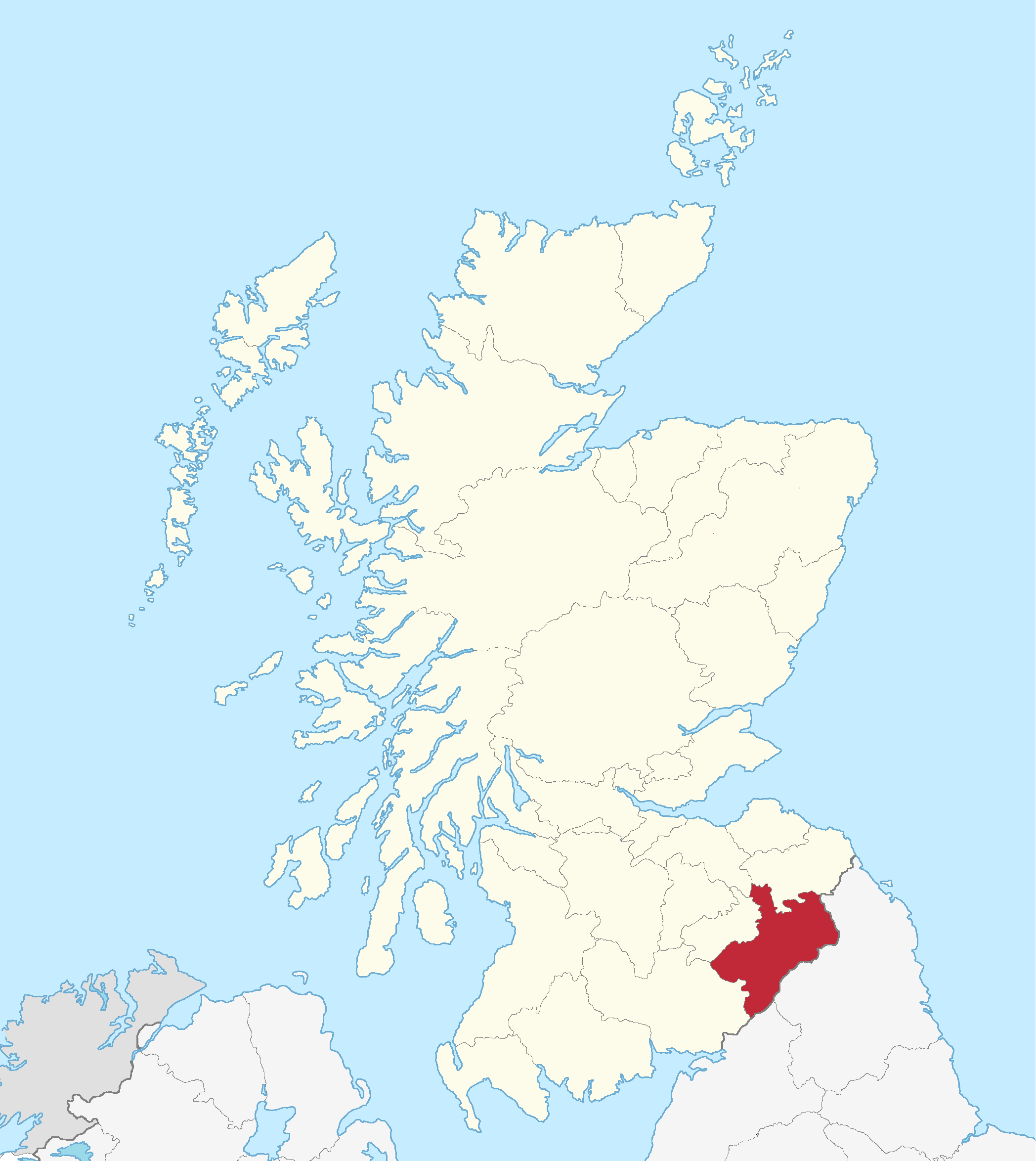
Hrabstwo Roxburgh w południowo-wschodniej Szkocji

Akcja powieści rozgrywa się w 1708 roku na terenie szkockiego hrabstwa Roxburgh, graniczącego z angielskim hrabstwem Cumberland.

## Treść

### Porwanie Grace
Wędrujący wspólnie przez las Halbert Elliot i Patryk Earnscliff natykają się na karła o nadludzkiej sile, wznoszącego dom z potężnych kamieni. Earnscliff przychodzi mu z pomocą, posyła też pomocników w dniach następnych. Karzeł Elzender, zgryźliwy samotnik, zostaje otoczony, z racji swej niezwykłej siły i umiejętności lekarskich, sławą maga. W następnych miesiącach wielokrotnie ratuje życie ciężko chorym, między innymi Halbertowi i zbójcy Westburnflatowi, by jak powiada doświadczyli cierpienia życia i sami je sprowadzili na innych.
Westburnflat oburzony dumą Halberta zawiadamia Elzendera, że wybiera się ją poskromić. Podczas napadu na gospodarstwo Halberta, jego ukochana Grace rozpoznaje głównego napastnika. Westburnflat uprowadza ją więc wraz z dobytkiem Hoby'ego. Elzender na wieść o porwaniu Grace wręcza Westburnflatowi okup za zwrócenie dziewczyny. Zrozpaczony Halbert prosi karła o pomoc, ten daje mu worek złota. Młodzieniec odrzuca jednak złoto pragnie odzyskać narzeczoną. Elzender wskazuje na zachód.
Tymczasem tropiący napastników Earnscliff dowiaduje się o wystąpieniach powstańców w różnych częściach Szkocji. Elliotowie, przybyli na pomoc krewniakowi, domyślają się, że napad mógł być częścią działań powstańczych i podejrzewają Ellieslawa, mającego związki z jakobitami i korzystającego chętnie z usług Westburnflata. Hobby przynosi wiadomość, że sprawcy napadu należy szukać w Westburnflat. Otoczony w swej twierdzy przez krewnych i sąsiadów Halberta Westburnflat, godzi się wynagrodzić Hobby'emu straty i zwraca porwaną dziewczynę, którą jednak okazuje się Izabela Vere, córka Ellieslawa, ukochana Earnscliffa.
Halbert powraca z pustymi rękami. W jego domu czeka już jednak na niego Grace. Opanowuje więc chęć zemsty na zbójcy, a nie wierząc, by był on w stanie pokryć uczynione szkody, pożycza od Elzendera odrzucone wcześniej pieniądze.

### Spisek w Ellieslaw
Z dalszego toku powieści wynika, że laird Ellieslaw upozorował porwanie córki przez Westburnflata, by oskarżyć o nie Earnscliffa, oswobodzenie jej z rąk porywacza przez tegoż Earnscliffa było mu więc mocno nie na rękę. Na zamku zbierają się stronnicy wygnanego króla, by wypowiedzieć posłuszeństwo obecnemu władcy. Mareschal, zataja wiadomość, że flota francuska wioząca wygnanego króla ku brzegom szkockim została odparta przez okręty angielskie, by spiskowcy nie wycofali się. Ujawnienie tej informacji, po ogłoszeniu buntu, wprowadza zamęt pomiędzy zgromadzonych na zamku. Część z nich wymyka się chyłkiem. Opuszczeniem szeregów powstańców grozi również sir Fryderyk Langley, o ile Ellieslaw nie spełni wreszcie swej obietnicy i nie odda mu jeszcze tej nocy ręki córki. Mareschal staje na straży dobrowolności jej decyzji. Ellieslaw, odmalowując Izabeli całą grozę swego położenia, skłania córkę do poświęcenia swej przyszłości w imię ratowania ojca. Zdesperowanej dziewczynie Ratcliffe radzi, by udała się po pomoc do Elzendera.
Po drodze Ratcliffe wyjawia Izabeli, że Elzender jest w istocie dziedzicem wielkiej fortuny z racji swego wyglądu żyjącym od dawna z dala od ludzi i utrzymującym związek tylko z ukochaną i przyrzeczoną mu za żonę dalszą krewną i przyjacielem. Pewnego razu mszcząc się za domniemaną śmierć przyjaciela zabił człowieka i trafił do więzienia. Korzystając z jego nieobecności, którą swymi matactwami przedłużył, przyjaciel poślubił jego narzeczoną, a po jej śmierci wyjechał na północ. Elsy po wyjściu z więzienia z bólu omal nie postradał rozumu. Ostatecznie zamieszkał w chacie niedaleko od Ellieslaw. Izabeli proszącej go o pomoc Elsy nakazał wrócić do zamku i przed ołtarz, obiecując, że w stosownej chwili przyjdzie jej z pomocą.

## Postaci
- Hobby (Halbert) Elliot z Heugh-Foot – młody farmer, posiadający piękne gospodarstwo z 30 sztukami pięknego bydła. Żywy, szczery, zręczny i przesądny. Namawia Earnscliffa do krwawej zemsty na zabójcy swego ojca. Uzdrowiony przez Elsy'ego. Ponieważ jest prezbiterianinem nie chce przekazywać broni jakobitom.
- Patryk Earnscliff z Earnscliff – młody niezbyt zamożny dziedzic z szanowanej rodziny. Sędzia pokoju. Szanowany przez rząd, znakomicie wykształcony, bardzo popularny w kraju. Jego ojciec zginął z ręki Mauleya, przyjaciela lairda Ellieslawa. Z szacunku dla praw religijnych i cywilnych nie myśli o zemście. Nie wierzy w duchy i czarodziejów. Dostarcza raporty władzom w Edynburgu o sytuacji w kantonie, co nie podoba się zbójcy Westburnflatowi.
- Izabela Vere – córka Ellieslawa, jedyna uroniła łzę nad losem karła Elzendera, za co obiecał przyjść jej z pomocą w każdej potrzebie.
- Łucja Ilderton – przyjaciółka Izabeli, oczytana o żywej imaginacji.
- Willie Graeme z Westburnflat – bandyta, któremu Elzender uratował życie. Od tego czasu kraj nie jest bezpieczny. Karzeł mówi, że kocha tego łajdak, który oddycha tylko zbrodnią, właśnie dlatego, że jest jedną z najgorszych plag dla ludzi.
- Grace Armstrong – krewna Halberta, przyrzeczona mu na żonę.
- Richard Vere z Ellieslaw – stary laird. Papista i przywódca spisku jakobickiego. W młodości wiódł hulaszcze życie, po roztrwonieniu majątku wyjechał do Anglii, gdzie bogato się ożenił. Po śmierci żony powrócił do Szkocji z 10-letnią córką. Mówi się, że był autorem zamachu na życie ojca Patryka Earnscliffa. Bardzo ambitny, nie liczy się ze środkami, by zaspokoić swe pragnienia. Ma w swoich żyłach starożytną krew kraju, nie rozumie nowych czasów, w których spory rozstrzyga się przy pomocy prawa. Sam ma na swe usługi energicznych Szkotów, którzy wiodą wyprawy zbrojne jak za dawnych czasów. Jego rozrzutny styl życia doprowadził go na skraj bankructwa.
- Sir Frederick Langley – przeznaczony przez ojca Izabeli na jej męża. Ambitny dumny i skąpy. Zły syn i zły brat. Łucja wolałby dotknąć ropuchy niż pozwolić by pomógł jej zsiąść z konia.
- Hubert Ratcliffe – zaufany Elzendera i zarządca jego fortuny. Mężczyzna około 60-letni, poważny i zasadniczy. Od kilku miesięcy mieszka w Ellieslaw, ku niezadowoleniu jego gospodarza, nadzorując jego wydatki.
- Mareschal z Mareschal West – kuzyn Elleislawa, jeden z przywódców jakobickich. Śmiały aż po lekkomyślność. Zawołany myśliwy i dobry kompan, dawny kolega Earnscliffa. Mizernego majątku